# Shengejuu
Shengejuu è una circoscrizione rurale (rural ward) della Tanzania situata nel distretto di Wete, regione di Pemba Nord. Conta una popolazione di 1 753 abitanti (censimento 2012).